# Yolanda Sequeira
Yolanda Hopkins Sequeira (Faro, 2 de junho de 1998) é uma surfista portuguesa, campeã nacional que se qualificou para as competições de surfe dos Jogos Olímpicos de 2020 que decorreram em Tóquio, tendo terminado na quinta posição. Em 2024, participa nos Jogos Olímpicos de Paris, onde segue para os oitavos de final.

## Percurso
Yolanda Hopkins Sequeira, nasceu na cidade de Faro em 1998. Filha de pai português e mãe galesa, competiu como Yolanda Hopkins durante os primeiros anos da sua carreira como surfista. Passou a usar Sequeira para ser reconhecida como portuguesa.
Em 2019 tornou-se campeã nacional da Liga Meo Surf feminino.
Ela obteve o segundo lugar na qualificação feminina no ISA World Surfing Games de 2021 e juntamente com Teresa Bonvalot ficou qualificada para os Jogos Olímpicos de 2020, nos quais ficou em quinto lugar.

## Palmarés
Entre os seus palmarés encontram-se:
- 2019 - Campeã Nacional de Surf Feminino (Portugal) [4]
- 2021 - Vice-Campeã Mundial nos ISA World Surfing Games de 2021 [7]
- 2021 -  Vencedora da etapa de Newquay do circuito mundial de qualificação da World Surf League (Inglaterra)
- 2021 - Ficou em 5º lugar nos Jogos Olímpicos de Tóquio [6][9]

## Ligações Externas
- World Surf League - Get To Know: Yolanda Hopkins